# Burg Chojnik
Die Ruine der Burg Chojnik (deutsch Kynastburg, auch der Kynast) ist eine ehemalige Burganlage bei Sobieszów (Hermsdorf unterm Kynast), heute Stadtteil von Jelenia Góra (Hirschberg). Sie gehörte zum Herzogtum Schweidnitz-Jauer und war ab 1825 ein Teil der Standesherrschaft Kynast. Die Sagen und Mythen über die Burg Kynast, die niemals Schauplatz kriegerischer Auseinandersetzungen war, dienten mehreren Schriftstellern als Schreibvorlage.

## Geografische Lage
Die Burg Chojnik befindet sich im Hirschberger Tal am Fuß des Riesengebirges. Sie liegt auf der Kuppe des bewaldeten Chojnik (Kynast), einem 627 Meter hohen Granitfelsen. Auf dessen südöstlicher Seite befindet sich ein 150 Meter abfallender Steilhang hinunter ins sogenannte Höllental. Die Burg gehört zum Gebiet eines Naturreservats, das eine Exklave des Nationalparks Riesengebirge (Karkonoski Park Narodowy) bildet.

## Geschichte
Am Ort der heutigen Kynastburg befand sich im Mittelalter ein (nicht ständig bewohntes) Jagdhaus. Im Jahre 1292 wandelte es der Schweidnitzer Herzog Bolko I. der Kriegerische in eine Grenzbefestigung gegenüber Böhmen um. Dessen Enkel Bolko II. baute sie in den 1350er Jahren zu einer steinernen Burg aus, die erstmals 1364 als „Kinast“ urkundlich erwähnt wurde; die Namensgebung wurde als Bezug auf eine zuvor an der Stelle stehende Kiefer gedeutet („Kien“ = „Kiefer“, „Kinast“ somit „Kiefernast“), der ursprüngliche Name soll jedoch „Neuhaus“ gelautet haben.
Damals gehörte die Burg als Pfand dem späteren Landeshauptmann von Breslau, Thimo III. von Colditz, fiel jedoch nach kurzer Zeit wieder an Herzog Bolko II. zurück. Nach seinem Tod 1368 fiel das Herzogtum Schweidnitz erbrechtlich an die Krone Böhmen, wobei seiner Witwe Agnes von Habsburg ein lebenslanger Nießbrauch zustand. Sie übergab die Kynastburg vermutlich 1381 dem Ritter Gotsche Schoff, dem Begründer des Geschlechts der Schaffgotsch, als Lehen. Er soll sowohl bei Herzog Bolko II. als auch bei der Herzogin Agnes in hoher Gunst gestanden haben und hatte bereits 1375 von der Herzogin die Hirschberger Landvogtei erhalten. Die Schaffgotsch waren eine der mächtigsten Adelsfamilien in den Schlesien und Böhmen. Zur Herrschaft Kynast gehörten später 16 Güter, u. a. Hermsdorf, Herischdorf, Petersdorf, Schreiberhau und Warmbrunn.

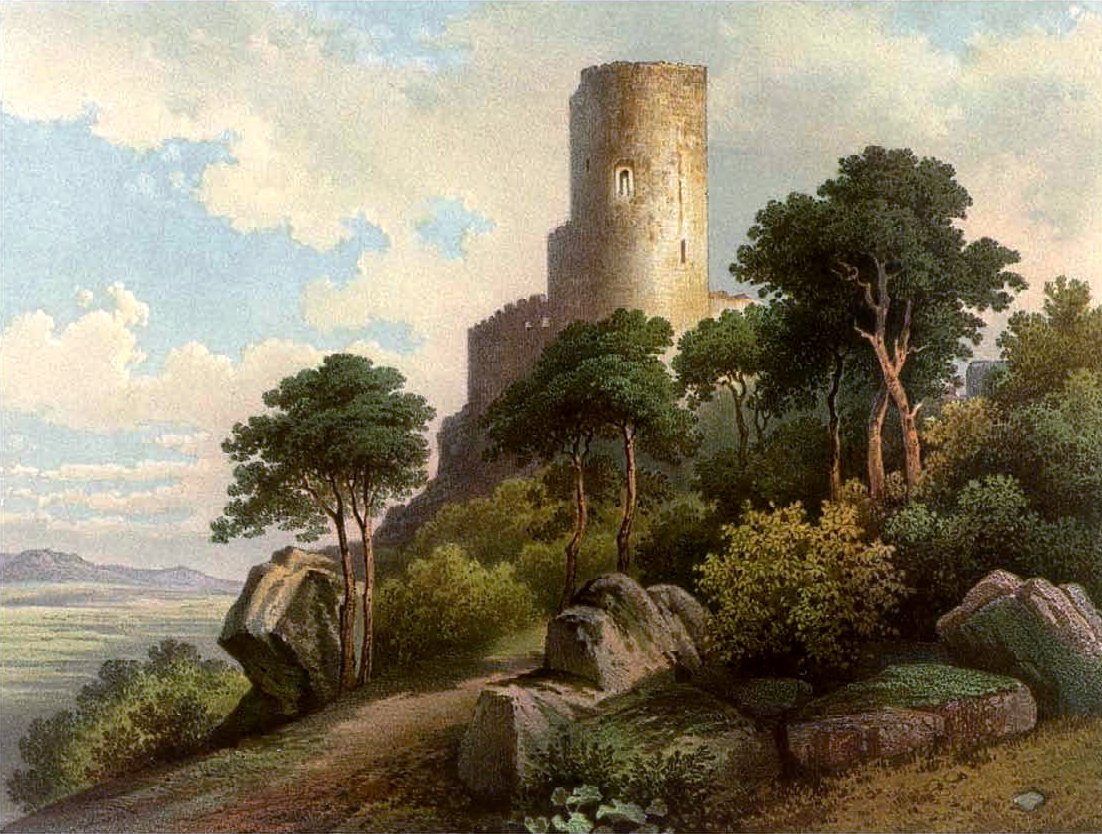
Burg Kynast um 1860, Sammlung Alexander Duncker
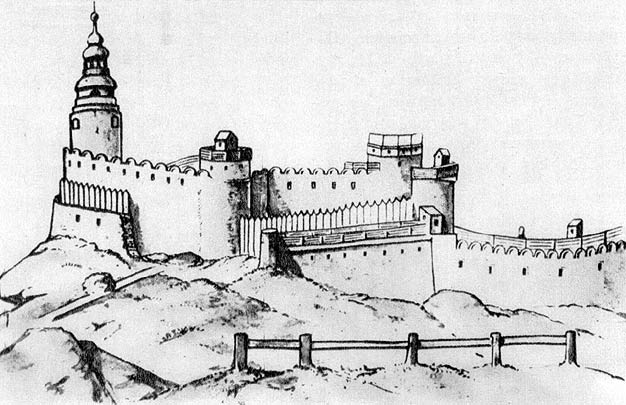
Die Kynastburg in einer Zeichnung aus dem Jahr 1908
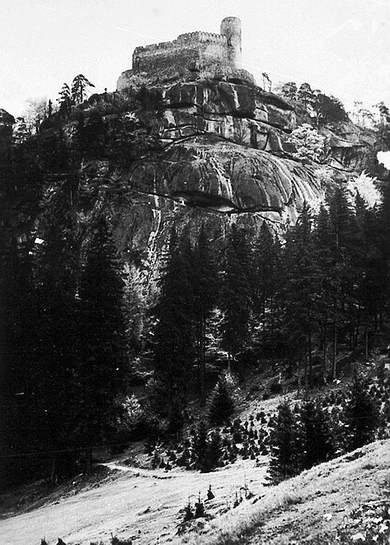
Höllental, Aufnahme von 1926
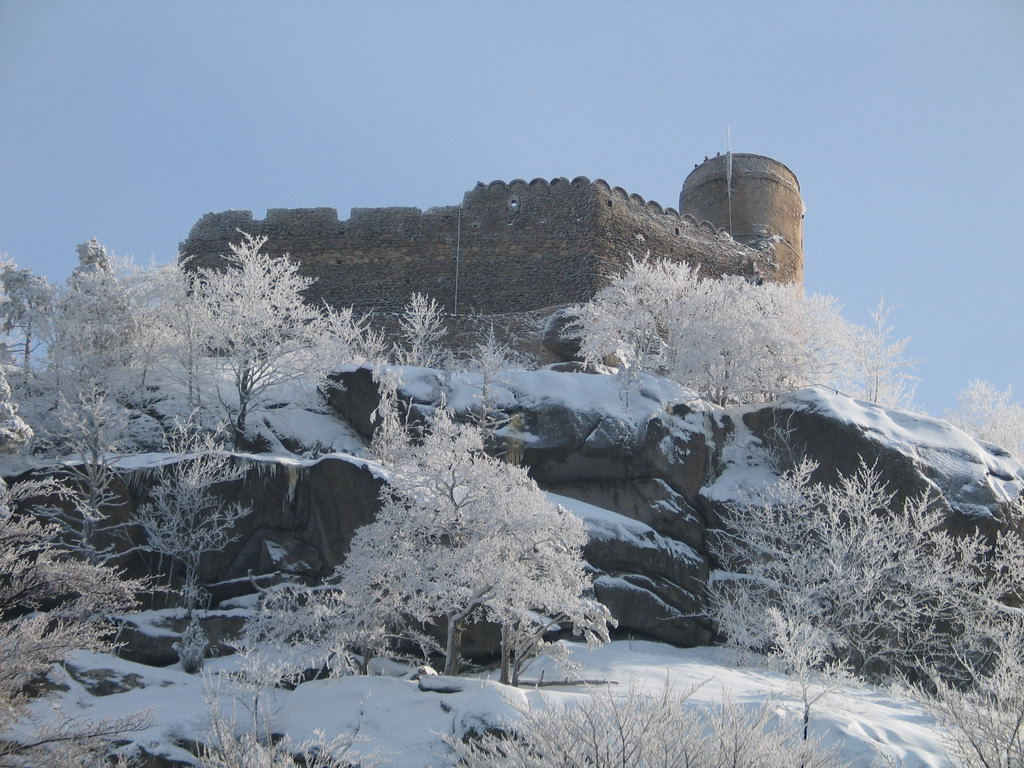
Burg Chojnik, Januar 2006

Schon um das Jahr 1393 begann Gotsche Schoff mit dem Bau der Burgkapelle aus rotem Sandstein, die einen Erker über der Toreinfahrt bildete. Der Bau wurde vermutlich im Jahre 1405 beendet und kurz danach der weitere Ausbau der Festung begonnen. Im Jahre 1426 wurden vom Kynast aus die Angriffe der einfallenden Hussiten wirksam zurückgeschlagen, ohne dass die Burg selbst in die Kämpfe einbezogen war. Kurze Zeit später war die Burg ein berüchtigtes Raubritternest. Von ihr aus wurde die Bevölkerung der Umgebung sowie die vorbeiziehenden Kaufleute ausgeplündert. Ulrich von Schaffgotsch († 1543) vereinigte im Jahre 1511 die Herrschaften Kynast und Greiffenstein.
In der ersten Hälfte des 16. Jahrhunderts erfolgte unter Hans Ulrich von Schaffgotsch ein Ausbau der Burg, die gleichzeitig stärker befestigt wurde. Während des Dreißigjährigen Krieges diente Hans Ulrich von Schaffgotsch als General in der Kaiserlichen Armee Albrecht von Wallensteins. Als der Kaiser das Vertrauen in seinen General verlor, wurde Hans Ulrich 1634 arrestiert und ein Jahr später wegen Verrats enthauptet. Alle Güter der Familie Schaffgotsch wurden konfisziert. Noch vor Ende des Krieges besetzten die Kaiserlichen unter dem Kommando von Rudolf Hieronymus Eusebius von Colloredo-Waldsee die Burg Kynast, der sie gegen die Angriffe der Schweden verteidigte. Nach dem Ende des Krieges 1648 wurde Hans Ulrichs Sohn Christoph Leopold von Schaffgotsch 1649 von Kaiser Ferdinand III. zum Oberamtsrat von Schlesien ernannt. Ein Jahr später bekam er seine Besitzungen zurück. Während eines Unwetters am 31. August 1675 traf ein Blitzschlag die Burg, die damals vollständig ausbrannte. Ein Wiederaufbau wurde nicht unternommen, so dass die Ruinen der Burg verödeten. Nach dem Ersten Schlesischen Krieg fiel die Kynastburg zusammen mit dem größten Teil Schlesiens an Preußen.
Da die Ruine schon im frühen 19. Jahrhundert zur Attraktion für Touristen wurde (unter diesen die preußische Königsfamilie, Heinrich von Kleist, Johann Wolfgang von Goethe und Theodor Körner), bauten die Schaffgotschs 1822 eine Gaststätte und eine Bergführer-Basis an. Drei Jahre später errichteten sie den Turm wieder.
Als Folge des Zweiten Weltkriegs fiel die Ruine der Kynastburg 1945 ebenso wie fast ganz Schlesien an Polen. Die Familie Schaffgotsch wurde enteignet. 1960 wurde in der umgebauten Nordbastei die Baude des Polnischen Verbands für Touristik und Landeskunde eröffnet, die bis heute in Betrieb ist. 1964 wurde die Burg von Grund auf instand gesetzt. Seit Anfang der 1990er Jahre dient die Festung als Sitz der Ritterbruderschaft der Burg Chojnik.

## Burganlage

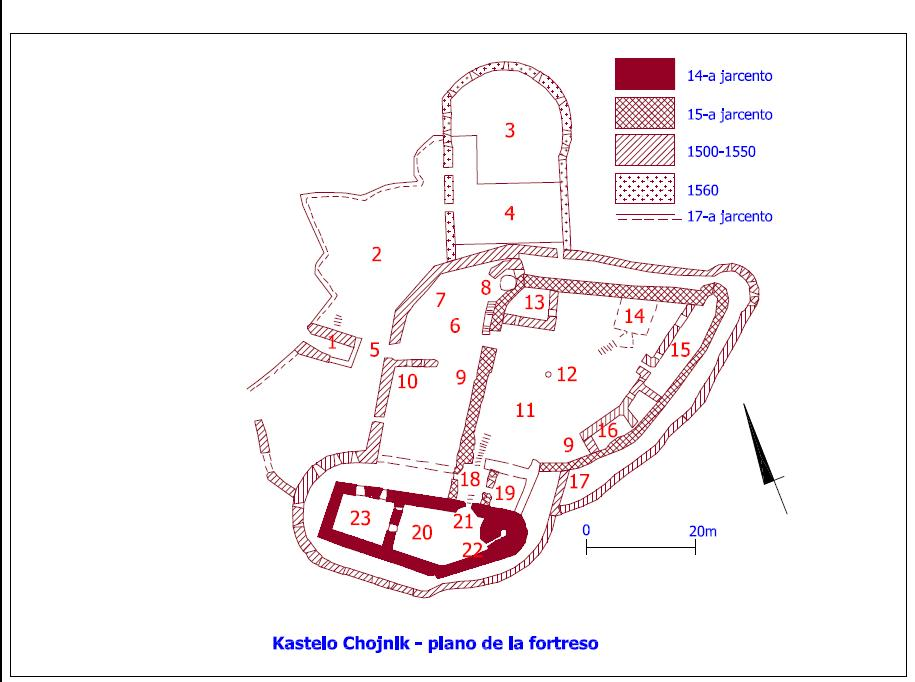
Grundriss der Burg Chojnik

Das Verteidigungsbauwerk wurde auf einer viereckigen Grundfläche mit einer Länge von 20 Meter und einer Breite von 10 Meter gebaut. Der nordwestliche Teil wurde gänzlich vom Wohngebäude eingenommen, von dem aus sich der von Mauern umgebene Burghof nach Osten hinzog. Die Gesamtanlage schlossen vom Osten der runde Wehrturm und auf der Nordseite die Toreinfahrt ab.
Um 1405 legte Gotsche Schoff II. den Grundstein für die Kapelle der hll. Georg und Katharina, die in Gestalt eines Erkers über der Toreinfahrt erbaut worden war. Noch in der ersten Hälfte des 15. Jahrhunderts wurde der Burghof bedeutend erweitert: In der Mitte des Burghofes stand eine gemauerte Staupsäule, die in das Jahr 1410 datiert wird und die bis heute erhalten ist. Die nächsten Erweiterungen folgten zu Beginn des 16. Jahrhunderts. Auf der nordöstlichen Seite entstand eine ausgedehnte Unterburg, die hauptsächlich aus Wirtschaftsgebäuden bestand. Der Wasserversorgung dienten drei tiefe Zisternen.
Die Unterkünfte für die Besatzung sowie die Küche grenzten an den Ostteil der Mauern; in der Nordecke wurde der Debattiersaal errichtet. Auf dem Terrain der Burg gab es keine Möglichkeit, einen Burgbrunnen zu graben, weswegen sowohl auf dem unteren als auch dem oberen Burghof Felsenzisternen zum Auffangen von Regenwasser errichtet wurden. 1560 wurde die langgestreckte Nordbastei erbaut und etwa zur gleichen Zeit das Haupttor mit der Zugbrücke; dicht am Tor befand sich der Stall. Das Mauerwerk wurde mit einer Renaissanceattika verschönert.
In den 1640er Jahren, als die Burg von den Kaiserlichen eingenommen wurde, erfolgten weitere Befestigungen. Im nordwestlichen Teil entstand eine Bastion, die die nächste Linie von Verteidigungsmauern sowie die Torbastei auf der westlichen Seite bildete. Auf dem oben erwähnten Burghof wurde neben dem Haupttor ein Quartier für den Kommandanten errichtet.

## Sagen und Mythen
Die bekannteste Sage, die mit der Kynastburg verbunden ist, ist die Geschichte von dem schönen, aber herzlosen Fräulein Kunigunde, der Tochter des wohlhabenden Burgherrn. Um ihre Hand hielten viele bedeutende Ritter an, die auf die Burg kamen, doch das Fräulein war nicht geneigt, in den Ehestand zu treten, und tat daher einen Schwur, dass niemand anders ihre Hand erhalte als derjenige, der auf der äußeren Mauer um den Kynast auf seinem Pferd reiten würde. Dies stellte angesichts der nicht sehr breiten, teils deutlich ausgesetzten Mauer ein halsbrecherisches Unterfangen dar, so dass viele Bewerber verzichteten und, von dem Fräulein mit Spott überhäuft, wieder abziehen mussten. Andere Ritter wiederum versuchten den Ritt und fanden dabei den Tod.
Jahre vergingen und viele junge Männer verloren ihr Leben, bis eines Tages ein Ritter auf der Burg erschien, der „durch seine schöne Gestalt, sein edles muthvolles Betragen, durch seine männlichen Worte“ soviel Eindruck auf sie machte, dass sie ihn gern zum Ehemann genommen und ihm am liebsten die tödliche Probe erspart hätte, was ihr indes aufgrund des geleisteten Schwurs nicht möglich war. Zu ihrem freudigen Erstaunen aber gelang dem Ritter der gefährliche Ritt, und das begeisterte Fräulein ging ihm auf dem Burghof entgegen in der sicheren Annahme, das Glück ihres Lebens gefunden zu haben. Es stellte sich jedoch heraus, dass der Ritter der längst verheiratete Landgraf Adalbert II. von Thüringen war, der das Fräulein wegen seines grausamen Schwurs hatte demütigen wollen und ihr nun statt einer Liebesbezeugung eine Ohrfeige verabreichte. Daraufhin ritt er fort und Kunigunde stürzte sich selbst in den Abgrund, da sie die Demütigung nicht ertragen konnte. Nach einer zweiten Version der Sage ging sie in ein Kloster und starb nach kurzer Zeit an gebrochenem Herzen, nach einer dritten Version heiratete sie auf Empfehlung des Landgrafen den Ritter Hugo von Erbach, ließ die Mauer abbrechen und sühnte ihren Frevel.
Überliefert ist die Sage u. a. in den Sammlungen von Johann Gustav Büsching („Volkssagen, Märchen und Legenden“, 1812), Ludwig Bechstein („Deutsches Sagenbuch“, 1853) und Johann Georg Theodor Grässe („Sagenbuch des Preußischen Staats“, 1868/1871). Die Sage nahmen Ludwig Bechstein („Der Mauerritt“), Theodor Körner („Der Kynast“) und Friedrich Rückert („Die Begrüßung auf dem Kynast“) als Vorlage zu Balladen. In dem Gedicht „Auf dem Kynast“ stellt die Frauenrechtlerin Louise Otto-Peters Kunigunde als emanzipierte Frau dar.
Eine andere Sage berichtet von einem grausamen Burgherren auf dem Kynast, dem einer seiner Todfeinde bei einer Fehde in die Hände gefallen war. Er sperrte ihn in einem Gemach hoch oben im Burgturm ein und tat einen Schwur, er solle nie wieder lebend dort herauskommen. Die junge und schöne Ehefrau des Gefangenen bat zwar fußfällig um Gnade für ihren Gemahl, erreichte aber lediglich, dass sie das Brot, das er zu essen bekam, für ihn backen durfte. Einmal schickte sie ihm ein besonders großes Brot, worin sie eine Feile und ein langes Seil eingebacken hatte. Dem Gefangenen gelang es, das Gitter seines Gemaches durchzufeilen und sich in einer stürmischen Nacht vom Turm abzuseilen; über die Burgmauer gelangte er dann ins Freie und schließlich wieder auf seine eigene Burg und zu seiner liebenden Frau zurück. Es heißt, das an einer Seite durchbrochene Gitter am Turme sei noch heute als Wahrzeichen treuer Liebe und Frauenlist vorhanden.

## Trivia
- Von den „Ruinen des Kynasts“ (u ruin Kynastu) schrieb 1872 der polnische Historiker und Dichter Adam Chodyński in seinem Gedicht W zwaliskach („In Trümmern“).[4]
- Seit 1991 findet auf der Burg jährlich ein Armbrustturnier mit dem Titel O Złoty Bełt Zamku Chojnik („Um den goldenen Bolzen der Kynastburg“) statt, das seit 1993 von dem Bractwo Rycerskie Zamku Chojnik („Bruderschaft der Ritter der Kynastburg“) veranstaltet wird.